# Nội các Draghi
Nội các Draghi là nội các thứ 67 và hiện tại của Cộng hòa Ý do cựu Chủ tịch Ngân hàng Trung ương châu Âu Mario Draghi lãnh đạo. Nội các đi vào hoạt động kể từ ngày 13 tháng 2 năm 2021.
Nội các được thành lập sau khi cựu Thủ tướng Giuseppe Conte từ chức trong bối cảnh bất ổn chính trị. Sau khi tham vấn với các chính đảng, Tổng thống Sergio Mattarella đã giao cho Draghi nhiệm vụ thành lập một chính phủ "cấp cao", đồng thời kêu gọi tất cả các lực lượng chính trị ủng hộ. Chính phủ mới sẽ phải đương đầu với cuộc khủng hoảng y tế, kinh tế và xã hội do đại dịch COVID-19 gây ra, và quản lý gói kích thích kinh tế Next Generation EU của Liên minh châu Âu. Báo giới mô tả đây là chính phủ đoàn kết dân tộc. Lựa chọn bổ nhiệm Mario Draghi làm thủ tướng được các quan sát viên nước ngoài đón nhận tích cực, một số khác thì ngờ vực về tính ổn định của chính phủ kỹ trị mới ở Ý trong tương lai.
Chính phủ (được thành lập bởi các chính trị gia và chính khách độc lập theo hình thức kỹ trị) được ủng hộ bởi đa số đảng phái lớn trong Quốc hội Ý, bao gồm cả đảng phản kiến chế Movimento 5 Stelle (M5S), đảng cánh hữu Lega Nord (Lega), đảng trung hữu Forza Italia (FI), đảng trung tả Partito Democratico (PD), đảng trung dung Italia Viva (IV), và đảng cánh tả Articolo Uno (Art.1).

## Lịch sử

### Bối cảnh

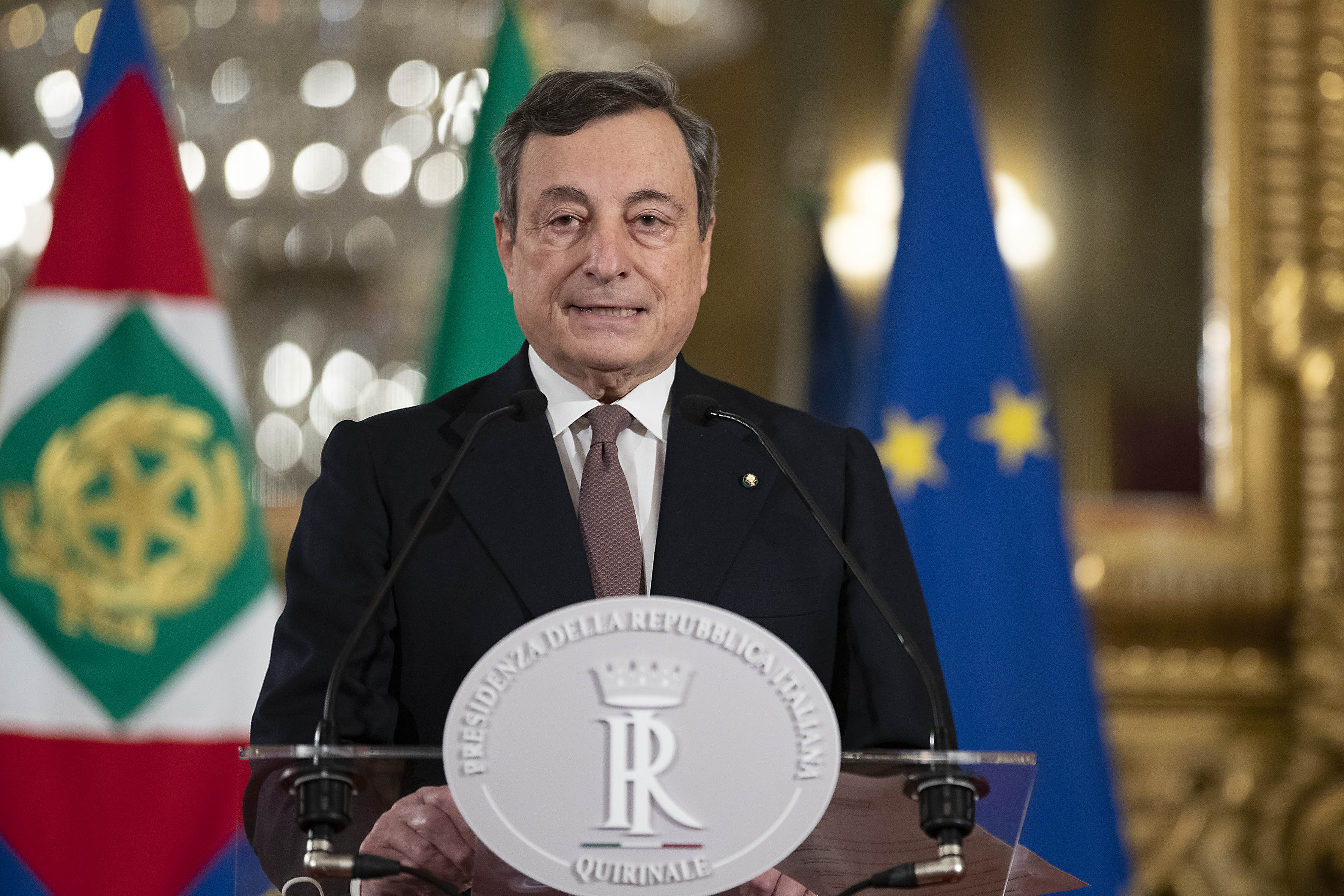
Mario Draghi công bố nội các mới tại Cung điện Quirinal.

Khủng hoảng chính trị Ý bắt đầu từ ngày 13 tháng 1 năm 2021, khi Italia Viva (IV) hủy bỏ liên minh với nội các Conte II. Chính phủ Conte sau đó đã vượt qua cuộc bỏ phiếu tín nhiệm tại cả hai viện của quốc hội, nhưng không chiếm được đa số tuyệt đối tại Thượng viện  Do đó, Thủ tướng Giuseppe Conte đã đệ đơn từ chức lên Tổng thống Sergio Mattarella, người tham vấn với các chính đảng để thành lập chính phủ mới.

### Thành lập chính phủ
Trong hai ngày 28 và 29 tháng 1, Mattarella gặp các phái đoàn của các đảng phái khác nhau để thảo luận về việc thành lập một chính phủ mới. Movimento 5 Stelle (M5S), Partito Democratico (PD), Liberi e Uguali (LeU), Per le Autonomie, Europeisti, và một số thành viên của Gruppo Misto đều ủng hộ Giuseppe Conte tiếp tục giữ chức thủ tướng. Trong khi đó, IV để ngỏ khả năng thành lập liên minh M5S – PD – IV – LeU mới, miễn là Conte không làm thủ tướng. Trong khi đó Coalizione di centrodestra, Lega Nord (Lega), Forza Italia (FI) và Fratelli d'Italia (FdI) cho rằng nên tổ chức bầu cử sớm, nhưng tuyên bố sẵn sàng tham gia một chính phủ đoàn kết dân tộc trong một số điều kiện nhất định.
Mattarella đề nghị Chủ tịch Hạ viện Roberto Fico nghiên cứu khả năng thành lập liên minh chính phủ M5S – PD – IV – LeU. Nhưng cuộc thảo luận đi vào ngõ cụt chỉ sau một vài ngày, với việc IV bất đồng quan điểm về đường lối chính phủ cũng như bổ nhiệm nội các. Fico do đó đã đưa ra phán quyết tiêu cực vào ngày 2 tháng 2.

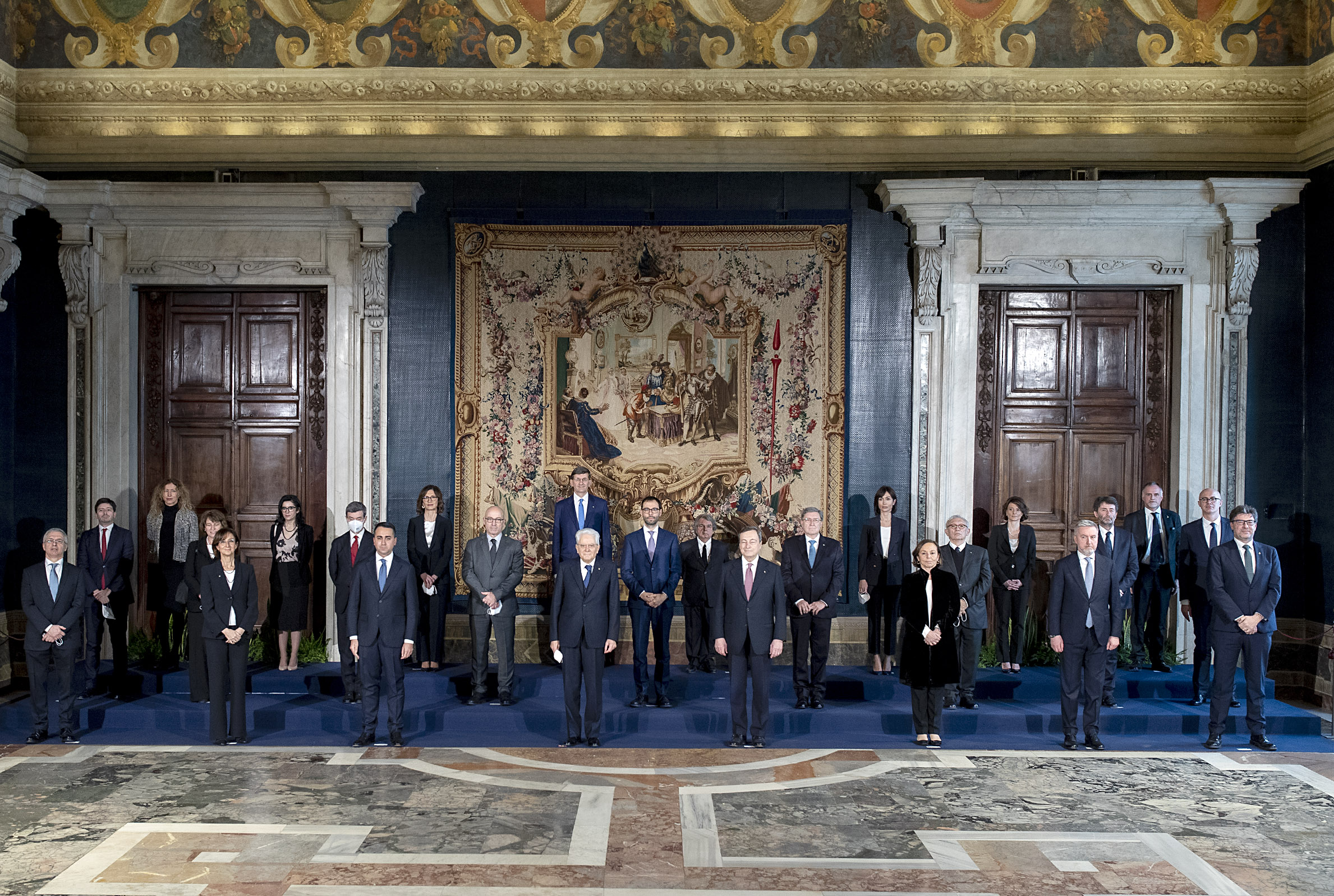
Nội các mới chụp ảnh kỷ niệm tại Cung điện Quirinal.

Mattarella nhận định chính phủ do Conte lãnh đạo hay liên minh M5S – PD – IV – LeU đều không thể thu hút được đa số. Ngày 3 tháng 2 năm 2021, tổng thống mời cựu Chủ tịch Ngân hàng Trung ương châu Âu Mario Draghi đến Cung điện Quirinal, đồng thời giao cho Draghi thành lập chính quyền mới. Draghi chấp thuận và bắt đầu tham vấn với chủ tịch các viện.
Vào ngày 10 tháng 2, lãnh đạo hai đảng Lega Nord Matteo Salvini và FI Silvio Berlusconi cùng ra tuyên bố ủng hộ nội các Draghi. Ngược lại, lãnh đạo FdI Giorgia Meloni cùng đảng của mình phản đối chính quyền mới.
PD đồng ý gia nhập nội các mới vào ngày 11 tháng 2. Cùng ngày, M5S đã tổ chức một cuộc trưng cầu dân ý trực tuyến về việc có nên "ủng hộ một chính phủ kỹ thuật – chính trị... với các lực lượng chính trị khác do thủ tướng Mario Draghi bổ nhiệm hay không", kết quả có 59,3% tán thành.
Vào ngày 12 tháng 2 năm 2021, Draghi gặp mặt Tổng thống Mattarella tại Cung điện Quirinal, đồng thời công bố danh sách bộ trưởng của chính phủ mới. Nội các tuyên thệ nhậm chức vào ngày 13 tháng 2 năm 2021 lúc 11:00 sáng giờ UTC. Chính phủ mới có 24 bộ trưởng, gồm 8 nữ và 16 nam, hầu hết đến từ Lombardy và Veneto (miền Bắc nước Ý).

### Bỏ phiếu tín nhiệm
Ngày 17 tháng 2 năm 2021, Thượng viện tín nhiệm nội các Draghi với 262 phiếu thuận, 40 phiếu chống và 2 phiếu trắng. Ngày hôm sau, Hạ viện khẳng định sự ủng hộ, với 535 phiếu thuận, 56 phiếu chống và 5 phiếu trắng. Đây là nội các chiếm đa số lớn thứ ba trong lịch sử Cộng hòa Ý sau nội các Monti và sau nội các Andreotti IV.
| Bỏ phiếu tín nhiệm nội các Draghi 17–18 tháng 2 năm 2021 | Bỏ phiếu tín nhiệm nội các Draghi 17–18 tháng 2 năm 2021 | Bỏ phiếu tín nhiệm nội các Draghi 17–18 tháng 2 năm 2021                                                                                                | Bỏ phiếu tín nhiệm nội các Draghi 17–18 tháng 2 năm 2021 |
| Viện của Quốc hội                                        | Phiếu bầu                                                | Đảng | Số phiếu                                                 |
| -------------------------------------------------------- | -------------------------------------------------------- | --- | -------------------------------------------------------- |
| Thượng viện (Số phiếu: 302/321, Đủ để chiếm đa số: 152)  | Tín nhiệm                                                | M5S (69), Lega–PSd'Az (62), FI–UDC (49), PD (35), IV–PSI (17), Eur–MAIE–CD (10), Aut (5), LeU (4), IdeA–C! (3), +Eu–Az (2), khác (6)                    | 262 / 302                                                |
| Thượng viện (Số phiếu: 302/321, Đủ để chiếm đa số: 152)  | Không tín nhiệm                                          | FdI (19), M5S (15), LeU (2), khác (4) | 40 / 302                                                 |
| Thượng viện (Số phiếu: 302/321, Đủ để chiếm đa số: 152)  | Trắng                                                    | Aut (1), khác (1) | 2 / 302                                                  |
| Hạ viện (Số phiếu: 591/630, Đủ để chiếm đa số: 316)      | Tín nhiệm                                                | M5S (155), Lega (125), PD (91), FI (81), IV (28), CD (14), LeU (11), C! (10), NcI−USEI−AdC (5), SVP–PATT (4), Az–+Eu–RI (4), Eur–MAIE–PSI (2), khác (5) | 535 / 591                                                |
| Hạ viện (Số phiếu: 591/630, Đủ để chiếm đa số: 316)      | Không tín nhiệm                                          | FdI (31), M5S (16), Lega (1), LeU (1), khác (7) | 56 / 591                                                 |
| Hạ viện (Số phiếu: 591/630, Đủ để chiếm đa số: 316)      | Trắng                                                    | M5S (5) | 5 / 630                                                  |

## Đảng phái ủng hộ
| Đảng | Đảng                     | Khuynh hướng chính trị | Ý thức hệ chính  | Lãnh đạo           |
| ---- | ------------------------ | ---------------------- | ---------------- | ------------------ |
|      | Movimento 5 Stelle (M5S) | Phản kiến chế          | Dân túy          | Vito Crimi (quyền) |
|      | Lega Nord (Lega)         | Cánh hữu               | Dân túy cánh hữu | Matteo Salvini     |
|      | Forza Italia (FI)        | Trung hữu              | Bảo thủ tự do    | Silvio Berlusconi  |
|      | Partito Democratico (PD) | Trung tả               | Dân chủ xã hội   | Nicola Zingaretti  |
|      | Italia Viva (IV)         | Trung dung             | Tự do            | Matteo Renzi       |
|      | Articolo Uno (Art.1)     | Cánh tả                | Xã hội dân chủ   | Roberto Speranza   |

## Phân chia đảng

### Bắt đầu nhiệm kỳ

#### Bộ trưởng
| - Độc lập             | 9 |
| - Movimento 5 Stelle  | 4 |
| - Lega Nord           | 3 |
| - Forza Italia        | 3 |
| - Partito Democratico | 3 |
| - Italia Viva         | 1 |
| - Articolo Uno        | 1 |

#### Bộ trưởng và các chức vụ khác
- Độc lập: thủ tướng, 8 bộ trưởng
- Movimento 5 Stelle (M5S): 4 bộ trưởng
- Lega Nord (Lega): 3 bộ trưởng
- Forza Italia (FI): 3 bộ trưởng
- Partito Democratico (PD): 3 bộ trưởng
- Italia Viva (IV): 1 bộ trưởng
- Articolo Uno (Art.1): 1 bộ trưởng

## Phân chia khu vực

Bản đồ số bộ trưởng theo khu vực

### Bắt đầu nhiệm kỳ
- Bắc Ý: 18 bộ trưởng
  - Lombardy: 9 bộ trưởng
  - Veneto: 4 ministers
  - Emilia-Romagna: 2 bộ trưởng
  - Friuli-Venezia Giulia: 1 bộ trưởng
  - Liguria: 1 bộ trưởng
  - Piedmont: 1 bộ trưởng
- Trung Ý: 2 bộ trưởng (tính cả Draghi)
  - Lazio: 2 bộ trưởng (tính cả Draghi)
- Nam Ý: 4 bộ trưởng
  - Basilicata: 2 bộ trưởng
  - Campania: 2 bộ trưởng

## Thành phần chính phủ
| Chức vụ                                                            | Chân dung                                              | Tên                  | Nhiệm kỳ                  | Đảng | Đảng                |
| ------------------------------------------------------------------ | ------------------------------------------------------ | -------------------- | ------------------------- | ---- | ------------------- |
| Thủ tướng                                                          |                                                        | Mario Draghi         | 13 tháng 2 năm 2021 – nay |      | Độc lập             |
| Thủ tướng                                                          | Thư ký Hội đồng Bộ trưởng - Roberto Garofoli (độc lập) |                      |                           |      |                     |
|                                                                    |                                                        |                      |                           |      |                     |
| Bộ trưởng Bộ Ngoại giao                                            |                                                        | Luigi Di Maio        | 13 tháng 2 năm 2021 – nay |      | Movimento 5 Stelle  |
| Bộ trưởng Bộ Ngoại giao                                            | Thứ trưởng                                             |                      |                           |      |                     |
| Bộ trưởng Bộ Nội vụ                                                |                                                        | Luciana Lamorgese    | 13 tháng 2 năm 2021 – nay |      | Độc lập             |
| Bộ trưởng Bộ Nội vụ                                                | Thứ trưởng                                             |                      |                           |      |                     |
| Bộ trưởng Bộ Tư pháp                                               |                                                        | Marta Cartabia       | 13 tháng 2 năm 2021 – nay |      | Độc lập             |
| Bộ trưởng Bộ Tư pháp                                               | Thứ trưởng                                             |                      |                           |      |                     |
| Bộ trưởng Bộ Quốc phòng                                            |                                                        | Lorenzo Guerini      | 13 tháng 2 năm 2021 – nay |      | Partito Democratico |
| Bộ trưởng Bộ Quốc phòng                                            | Thứ trưởng                                             |                      |                           |      |                     |
| Bộ trưởng Bộ Kinh tế và Tài chính                                  |                                                        | Daniele Franco       | 13 tháng 2 năm 2021 – nay |      | Độc lập             |
| Bộ trưởng Bộ Kinh tế và Tài chính                                  | Thứ trưởng                                             |                      |                           |      |                     |
| Bộ trưởng Bộ Phát triển Kinh tế                                    |                                                        | Giancarlo Giorgetti  | 13 tháng 2 năm 2021 – nay |      | Lega Nord           |
| Bộ trưởng Bộ Phát triển Kinh tế                                    | Thứ trưởng                                             |                      |                           |      |                     |
| Bộ trưởng Bộ Chính sách Nông nghiệp, Lương thực và Lâm nghiệp      |                                                        | Stefano Patuanelli   | 13 tháng 2 năm 2021 – nay |      | Movimento 5 Stelle  |
| Bộ trưởng Bộ Chính sách Nông nghiệp, Lương thực và Lâm nghiệp      | Thứ trưởng                                             |                      |                           |      |                     |
| Bộ trưởng Bộ Môi trường kiêm Bộ trưởng Bộ Chuyển đổi Sinh thái     |                                                        | Roberto Cingolani    | 13 tháng 2 năm 2021 – nay |      | Độc lập             |
| Bộ trưởng Bộ Môi trường kiêm Bộ trưởng Bộ Chuyển đổi Sinh thái     | Thứ trưởng                                             |                      |                           |      |                     |
| Bộ trưởng Bộ Cơ sở hạ tầng và Giao thông vận tải                   |                                                        | Enrico Giovannini    | 13 tháng 2 năm 2021 – nay |      | Độc lập             |
| Bộ trưởng Bộ Cơ sở hạ tầng và Giao thông vận tải                   | Thứ trưởng                                             |                      |                           |      |                     |
| Bộ trưởng Bộ Lao động và Chính sách Xã hội                         |                                                        | Andrea Orlando       | 13 tháng 2 năm 2021 – nay |      | Partito Democratico |
| Bộ trưởng Bộ Lao động và Chính sách Xã hội                         | Thứ trưởng                                             |                      |                           |      |                     |
| Bộ trưởng Bộ Giáo dục Công cộng                                    |                                                        | Patrizio Bianchi     | 13 tháng 2 năm 2021 – nay |      | Độc lập             |
| Bộ trưởng Bộ Giáo dục Công cộng                                    | Thứ trưởng                                             |                      |                           |      |                     |
| Bộ trưởng Bộ Đại học và Nghiên cứu                                 |                                                        | Maria Cristina Messa | 13 tháng 2 năm 2021 – nay |      | Độc lập             |
| Bộ trưởng Bộ Đại học và Nghiên cứu                                 | Thứ trưởng                                             |                      |                           |      |                     |
| Bộ trưởng Bộ Văn hóa                                               |                                                        | Dario Franceschini   | 13 tháng 2 năm 2021 – nay |      | Partito Democratico |
| Bộ trưởng Bộ Văn hóa                                               | Thứ trưởng                                             |                      |                           |      |                     |
| Bộ trưởng Bộ Y tế                                                  |                                                        | Roberto Speranza     | 13 tháng 2 năm 2021 – nay |      | Articolo Uno        |
| Bộ trưởng Bộ Y tế                                                  | Thứ trưởng                                             |                      |                           |      |                     |
|                                                                    |                                                        |                      |                           |      |                     |
| Thứ trưởng thứ nhất Bộ Quan hệ Nghị viện                           |                                                        | Federico D'Incà      | 13 tháng 2 năm 2021 – nay |      | Movimento 5 Stelle  |
| Thứ trưởng thứ nhất Bộ Quan hệ Nghị viện                           | Thứ trưởng                                             |                      |                           |      |                     |
| Thứ trưởng thứ nhất Bộ Hành chính                                  |                                                        | Renato Brunetta      | 13 tháng 2 năm 2021 – nay |      | Forza Italia        |
| Thứ trưởng thứ nhất Bộ Hành chính                                  | Thứ trưởng                                             |                      |                           |      |                     |
| Thứ trưởng thứ nhất Bộ các vấn đề khu vực và tự trị                |                                                        | Mariastella Gelmini  | 13 tháng 2 năm 2021 – nay |      | Forza Italia        |
| Thứ trưởng thứ nhất Bộ các vấn đề khu vực và tự trị                | Thứ trưởng                                             |                      |                           |      |                     |
| Thứ trưởng thứ nhất Bộ miền Nam và gắn kết lãnh thổ                |                                                        | Mara Carfagna        | 13 tháng 2 năm 2021 – nay |      | Forza Italia        |
| Thứ trưởng thứ nhất Bộ miền Nam và gắn kết lãnh thổ                | Thứ trưởng                                             |                      |                           |      |                     |
| Thứ trưởng thứ nhất Bộ Gia đình và Cơ hội Bình đẳng                |                                                        | Elena Bonetti        | 13 tháng 2 năm 2021 – nay |      | Italia Viva         |
| Thứ trưởng thứ nhất Bộ Gia đình và Cơ hội Bình đẳng                | Thứ trưởng                                             |                      |                           |      |                     |
| Thứ trưởng thứ nhất Bộ Chính sách Thanh niên                       |                                                        | Fabiana Dadone       | 13 tháng 2 năm 2021 – nay |      | Movimento 5 Stelle  |
| Thứ trưởng thứ nhất Bộ Chính sách Thanh niên                       | Thứ trưởng                                             |                      |                           |      |                     |
| Thứ trưởng thứ nhất Bộ Đổi mới Công nghệ và Chuyển đổi Kỹ thuật số |                                                        | Vittorio Colao       | 13 tháng 2 năm 2021 – nay |      | Độc lập             |
| Thứ trưởng thứ nhất Bộ Đổi mới Công nghệ và Chuyển đổi Kỹ thuật số | Thứ trưởng                                             |                      |                           |      |                     |
| Thứ trưởng thứ nhất Bộ Du lịch                                     |                                                        | Massimo Garavaglia   | 13 tháng 2 năm 2021 – nay |      | Lega Nord           |
| Thứ trưởng thứ nhất Bộ Du lịch                                     | Thứ trưởng                                             |                      |                           |      |                     |
| Thứ trưởng thứ nhất Bộ Khuyết tật                                  |                                                        | Erika Stefani        | 13 tháng 2 năm 2021 – nay |      | Lega Nord           |
| Thứ trưởng thứ nhất Bộ Khuyết tật                                  | Thứ trưởng                                             |                      |                           |      |                     |
|                                                                    |                                                        |                      |                           |      |                     |
| Thư ký Hội đồng Bộ trưởng                                          |                                                        | Roberto Garofoli     | 13 tháng 2 năm 2021 – nay |      | Độc lập             |